# Carrer Sant Isidre (Rubí)
El Carrer Sant Isidre és un carrer del municipi de Rubí (Vallès Occidental). Conté un conjunt d'edificis protegit com a bé cultural d'interès local.

## Conjunt protegit
Es tracta d'un conjunt d'edificacions de planta baixa i un pis, i de planta baixa, amb alguna excepció de dos pisos, de planta rectangular, que pertanyen al creixement urbà de la ciutat de la primera meitat del segle xix. Destaquen, fonamentalment els números 1,14, 10 i 14-26 però a la majoria dels casos s'ha mantingut el parcel·lari. Més que la unitat estilística, són els aspectes morfològics, les proporcions dels edificis, el color, i una certa uniformitat donada per l'arquitectura artesana i de mestres d'obra els factors determinants dels seus valors paisatgístics.
Responen els sistemes constructius tradicionals amb murs portants de carreus i bigues de fusta, la distribució interior i la composició de la façana responen també a les necessitats de l'època de construcció. A diferència de les trames ortogonals dels eixamples de finals del XIX, aquest barri conserva la memòria d'un Rubí petit, amb moltes supervivències rurals, però que comença a créixer. El carrer Sant Isidre va ser -durant algun temps- el més ample del poble.

## Història
La història del barri està vinculada amb el desenvolupament de Rubí durant la primera meitat del segle xix. El desembre de 1855 es va publicar una reial ordre per la qual s'afegia aquest lloc al terme de Rubí des del de Sant Cugat. Dels 3705 habitants censats a Rubí l'any 1860, 158 vivien en 27 cases del carrer de Sant Isidre, 61 en 11 cases del carrer de Sant Cugat, 107 en 23 cases del carrer de Sant Jaume, i 148 en 25 cases del carrer de Sant Joan. El carrer Sant Isidre es va començar a edificar després del de Sant Pere, ja que un document de l'any 1806 parla del "camp de Panica" a ponent es construeix un nou carrer, que seria el de Sant Isidre.
El carrer Sant Jaume és un dels més antics de Rubí, va desenvolupar-se perpendicularment a l'antic camí de Rubí a Sant Cugat del Vallès, i va anar creixent principalment durant el segle xviii cap al territori ocupat pel barri del Padró. Destaquen les cases de ca l'Aguilera Ric, al número 2 (interessant la façana i la tanca del pati) i cal Fideuer, al número 8. Aquest carrer es va ampliar després de l'enderroc de la fàbrica d'electricitat de Salsas inaugurada l'any 1897 i més tard cap als terrenys ocupats per la fabriqueta de cintes.
Durant molt de temps, la meitat d'aquest carrer va ser del terme de Rubí, i l'altra de Sant Cugat, per la qual cosa, els preus dels productes que els pagesos venien a un i altres costat del carrer no eren els mateixos. El 2 de juliol de 1836, va haver la petició de l'Ajuntament al Govern de la nació perquè tot el carrer formés part del terme municipal de Rubí. Com a conseqüència d'aquesta petició, l'any 1845 se celebra la segregació de la banda esquerra del carrer, fet aquest que pot estar en l'origen de la festa d'aquest carrer. Es perllonga i amplia als anys 70 per a la construcció d'edificis de pisos que malmeten l'ambient antic.
L'origen del nom del carrer pot estar en l'advocació del sant que encara avui dia es pot contemplar en una capelleta urbana que s'està instal·lada a la façana de la casa que porta el número 14 en el mateix carrer. Entre els anys 1761 i 1782 mestres de cases locals, com Francesc Escayol, bastiren 39 cases noves dins del poble. Molt probablement, moltes d'aquestes cases es bastiren als carrers de sant Joan i Sant Pere, a les quals consta que encara s'estava construint l'any 1786. El carrer Sant Joan abans es deia de les Pedres.